# BYTEC Bodry Technology
Die BYTEC Bodry Technology GmbH (bytec) ist ein IT-Unternehmen und -Großhändler mit Sitz in Friedrichshafen in Baden-Württemberg. Das Unternehmen konzentriert sich auf IT-Infrastruktur, Software Defined Storage und Datenbanken.

## Geschichte

### Anfänge
Am 7. Juli 1989 machten sich Matthias Bodry und seine Frau Petra Bodry in Tettnang mit einem klassischen Systemhaus selbstständig.
Die Wurzeln der bytec liegen in einem Spin-Off der Waeschle Maschinenfabrik. Matthias Bodry hatte an der Universität Stuttgart für das Unternehmen Mitte der 80er Jahre das junge IT-Segment CAD-Software untersucht und diverse Hersteller evaluiert, bevor er kurz darauf das Angebot, IT-Leiter bei Waeschle zu werden, annahm.
Mit gerade einmal 26 Jahren machte der gebürtige Stuttgarter seinen Universitätsabschluss im Fachbereich Maschinenbau, als einer der wenigen Studenten mit Auszeichnung 1,0. Bodry baute schließlich für Waeschle ein innovatives Rechenzentrum auf Basis von Unix auf und arbeitete als Dozent an der Hochschule Weingarten. Er setzte früh auf Linux mit Blick auf eine durch Technologie versöhnte Menschheit, die gemeinsam quell-offene Software programmiert und Probleme frei von partikularen Interessen löst.

### 1989 bis 2017
Am 28. Juli 1989 wurde das IT-Unternehmen in Tettnang als BYTEC Bodry Technology GmbH im Register für Gesellschaftsfirmen eingetragen. Die Firmenanteile lagen zu 50 % beim Maschinenbauingenieur Matthias Bodry und zu 50 % bei der Kauffrau Petra Bodry, die jedoch schon am 14. September 1994 aus der Geschäftsleitung und der Gesellschaft wieder ausschied.
Zu den ersten Mitarbeitern gehörten der Vertriebs- und Business Development Manager Richard Luft und der Systemingenieur Helmut Köberle. 1990 wurden Luft mit 10,6 % und Köberle mit 7,4 % Beteiligung neue Gesellschafter. Spätere Mitarbeiter waren der Informatiker Reinhold Egenter und der Volkswirt Peter Schöbel.
1992 zog sich bytec aus dem Endkundengeschäft zurück und nahm die Distribution des Datenbanksystems Informix auf, das 2001 von IBM übernommen wurde. bytec wurde bereits nach kurzer Zeit die erste Informix-Adresse für Know-how-suchende Integratoren und etablierte sich schnell als VAD. Im nächsten Schritt erweiterte der Distributor das Portfolio um Betriebssysteme, um anschließend die Datenbanken auf Hardware vorinstalliert zu verschicken. Für das IT-Unternehmen der erste Einstieg ins Hardware-Geschäft mit dem Resultat, dass bytec auch Server-Distributor für Siemens, dann Siemens-Nixdorf, später Fujitsu-Siemens und schließlich Fujitsu wurde. Der Umzug nach Friedrichshafen erfolgte im Jahr 2000. Später dann wurde die Angebotspalette um PCs, Workstations, Notebooks und Displays erweitert und abgerundet, um die komplette Hardware-Ausstattung liefern zu können. Hinzu kamen eigenentwickelte Programme, wie Customized4You, Rescue4You oder das Thema ServiceNet. 2015 wird Lenovo neben dem Hauptlieferanten Fujitsu neuer Herstellerpartner des VAD bytec.

### 2017
Die Schritte zum Spezialdistributor waren oft nicht einfach und manchmal auch von mutigen Entscheidungen geprägt. Der Firmengründer führte das Unternehmen als Geschäftsführer bis zu seinem Tod im Frühjahr 2017. Seither wird das Unternehmen von Reinhold Egenter und Peter Schöbel geleitet. Als Matthias Bodry 2017 starb, erbten seine 4 Kinder die Gesellschafteranteile zu gleichen Teilen und setzten seinen Wachstumskurs fort.
2024 hat bytec eine strategische Partnerschaft mit HP Inc. geschlossen.
Aktuell sieht bytec Wachstumspotenziale im Bereich Software Defined Storage, bei hyperkonvergenten Lösungen oder Future Workplace Themen.
Hauptgegenstand des Unternehmens ist die Entwicklung von IT-Produkten und deren Vertrieb, der Handel mit Hardwareprodukten sowie Schulungs- und Weiterbildungsangebote.
Die Hauptkunden von bytec sind IT-Dienstleister wie mittelständische Systemhäuser, Softwarehäuser und Händler.

### Linux-Pinguin
bytec befürwortet offene Systeme wie Linux uneingeschränkt und setzt seit vielen Jahren die Pinguine als Werbeträger ein. Die bytec Pinguine stehen für IT-Not- und Rettungsdienste. Die Bilder wurden als 3D-Visualisierungen mit unterschiedlichen Bildstrategien realisiert. Von realistischen Arbeitsszenen im Serverraum nach einem Brand über die Arche Noah und die Rettung der Vielfalt der Datenspezies bis hin zu zwei Pinguinen in winterlicher Kleidung mit Schal und Wollmütze, die versuchen in einer schneebedeckten Gebirgslandschaft eine Kuh von einer Eisfläche zu schieben. Ab 2006 wurden diese Pinguin-Motive als „Pirelli-Kalender für Linux-Admins“ gesondert vermarktet.

### Einfluss des Unternehmens auf den IT Channel
Bereits 1996 lag der Unternehmensanteil am indirekten Informix-Geschäft zeitweise bei bis zu 80 Prozent.
bytec wurde schnell Deutschlands größter Distributor des später in der IBM aufgegangenen Datenbank-Anbieters Informix und war lange der einzige IT-Großhändler im Distributionsgeschäft, der neben der Logistik, sich auch um die Technik gekümmert hat. Schnell schlug die Kombination von breiter Angebotspalette und akkumuliertem technischem Know-how als Wettbewerbsvorteil zu Buche.
Mit einem Marktanteil von knapp 40 Prozent ist bytec heute größter Distributionspartner von Fujitsu in Deutschland.
Im Reseller-Umfeld ist bytec allgemeinhin nicht nur als klassischer Distributor, sondern vor allem als Lösungspartner und Innovationstreiber geschätzt, der seinen Fachhändlern und Systemhäusern immer wieder neue Geschäftsideen an die Hand gibt, um sich neue Markt- und Kundensegmente zu erschließen.
bytec ist einer der führenden Key-Player im deutschen Distributionsmarkt.
Als Vorreiter hat die bytec erkannt, dass mit Assemblierung in der Distribution ein höherer Flexibilisierungsgrad und eine bedeutend schnellere Lieferfähigkeit erreicht werden kann. bytec zeichnet ein rundum gut durchdachtes Gesamtkonzept aus, das Partner auch langfristig an den Distributor bindet. Im Zusammenspiel mit Herstellerpartnern wie Lenovo, Fujitsu, Intel, Microsoft, AMD, Servereye, DataCore, StorMagic und anderen, kombiniert der Spezialdistributor nun die marktführenden IT-Lösungen in den Bereichen Künstlicher Intelligenz und Edge Computing.